# Sparianthina pumilla
Sparianthina pumilla là một loài nhện trong họ Sparassidae.
Loài này thuộc chi Sparianthina. Sparianthina pumilla được Eugen von Keyserling miêu tả năm 1880.